# Мария фон Мансфелд-Айзлебен
Мария фон Мансфелд-Айзлебен (на немски: Maria von Mansfeld-Eisleben; * 12 март 1545; † 1588) е графиня от Мансфелд-Айзлебен и чрез женитби графиня на Сайн и фрайхер на Крихинген.
Тя е дъщеря на граф Йохан Георг I фон Мансфелд-Айзлебен (1515 – 1579) и съпругата му графиня Катарина фон Мансфелд-Хинтерорт (1520/1521 – 1582), дъщеря на граф Албрехт VII фон Мансфелд-Хинтерорт (1480 – 1560) и графиня Анна фон Хонщайн-Клетенберг (ок. 1490 – 1559).

## Фамилия
Мария фон Мансфелд-Айзлебен се омъжва на 1 септември 1560 г. в Айзлебен за граф Адолф фон Сайн (* 1538; † 30 юни 1568), най-големият син на граф Йохан VI (IX) фон Сайн († 20 март 1560) и първата му съпруга Елизабет фон Холщайн-Шауенбург († 1545). Те имат една дъщеря:
- Доротея Катарина фон Сайн (* 16 май 1562; † 1609), омъжена на 9 октомври 1585 г. в замък Харденбург, Дюркхайм за граф Карл Лудвиг фон Зулц (* 9 юли 1568; † 29 септември 1616), ландграф в Клетгау, господар на Вадуц, Шеленберг-Вутентал

Мария фон Мансфелд-Айзлебен се омъжва втори път пр. 1574 г. за фрайхер Петер Ернст I фон Крихинген–Пютлинген (* 1547; † сл. 1607), гранд маршал на Люксембург, син на фрайхер фрайхер Вирих фон Крихинген († 1587) и графиня Антония фон Салм-Кирбург († 1587/1589). Те имат един син:
- Вилхелм фон Крихинген († 1637)